# روبرت سميث (فارس)
روبرت سميث (بالإنجليزية: Robert Smith)‏ هو فارس ‏ بريطاني، ولد في 12 يونيو 1961 في يوركشاير في المملكة المتحدة.

## وصلات خارجية
- روبرت سميث على موقع أوليمبيديا (الإنجليزية)
- روبرت سميث على موقع اللجنة الأولمبية البريطانية (الإنجليزية)